# Politique dans l'Orne
Le département français de l'Orne est un département créé le 4 mars 1790 en application de la loi du 22 décembre 1789, à partir de la majeure partie de l'ancienne province de Normandie. Les 385 actuelles communes, dont presque toutes sont regroupées en intercommunalités, sont organisées en 21 cantons permettant d'élire les conseillers départementaux. La représentation dans les instances régionales est quant à elle assurée par 8 conseillers régionaux. Le département est également découpé en 3 circonscriptions législatives et est représenté au niveau national par trois députés et trois sénateurs. 

## Représentation politique et administrative

### Préfets et arrondissements

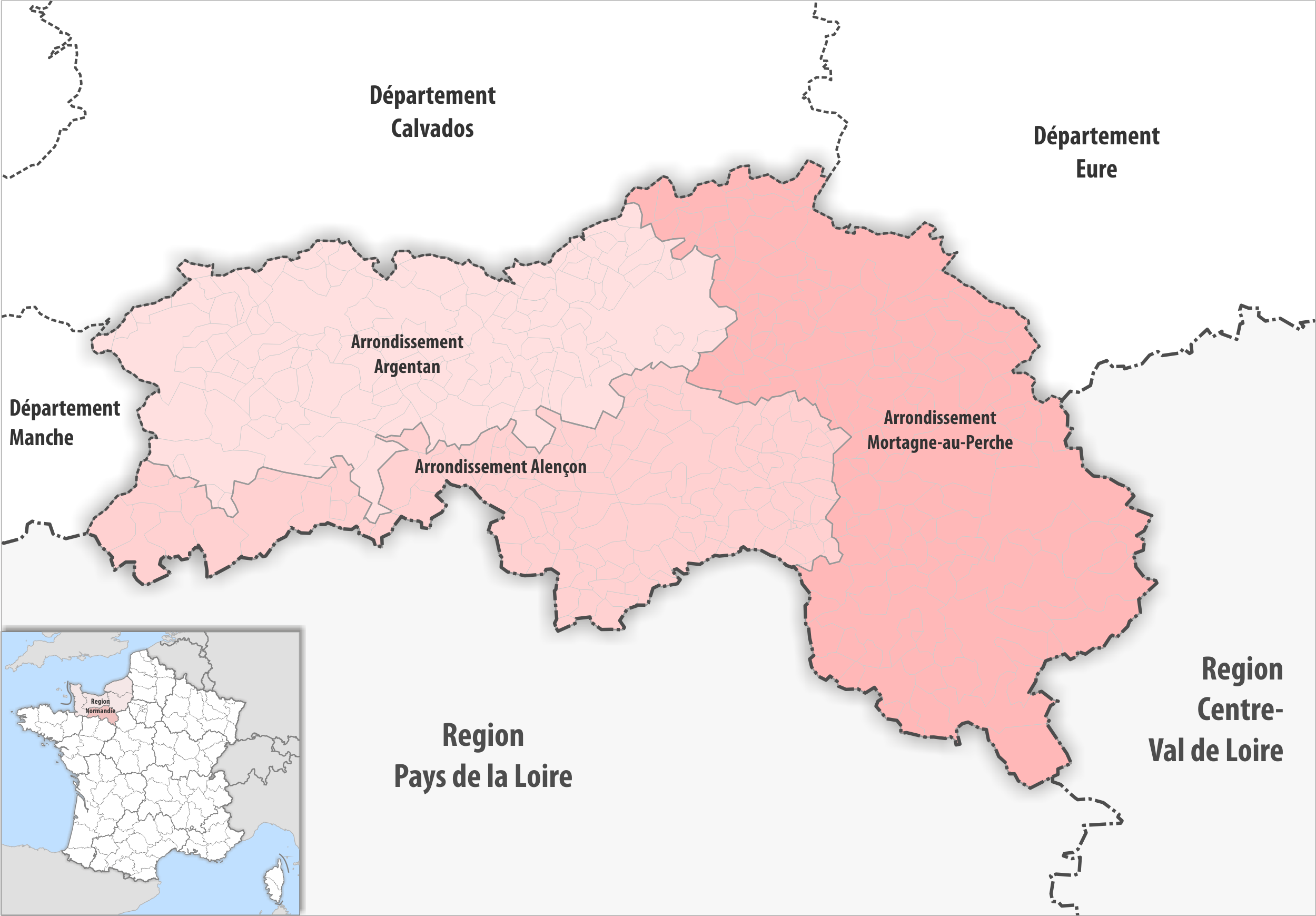
Arrondissements

La préfecture de l'Orne est localisée à Alençon. Le département possède en outre deux sous-préfectures à Argentan et Mortagne-au-Perche. En 1926, l'arrondissement de Domfront a été supprimé.

### Députés et circonscriptions législatives

Circonscriptions et affiliations à l'issue des élections de 2024.

| Circ. | Nom                            |  | Parti | Groupe                    | Suppléant              |
| ----- | ------------------------------ |  | ----- | ------------------------- | ---------------------- |
| 1re   | Chantal Jourdan                |  | PS    | Socialistes et apparentés | Maxence Sebert         |
| 2e    | Véronique Louwagie (2024-2025) |  | LR    | Droite républicaine       | Thierry Liger          |
| 2e    | Thierry Liger                  |  | DVD   | Droite républicaine       | —                      |
| 3e    | Jérôme Nury                    |  | LR    | Droite républicaine       | Cendrine Foucher-Chazé |

### Sénateurs
| Nom             |  | Parti | Groupe                                                      | Autres mandats (passés ou actuels) |
| --------------- |  | ----- | ----------------------------------------------------------- | ---------------------------------- |
| Olivier Bitz    |  | HOR   | Rassemblement des démocrates, progressistes et indépendants |                                    |
| Nathalie Goulet |  | UDI   | Les Indépendants – République et territoires                |                                    |

### Conseillers départementaux

Cantons et affiliations à l'issue des élections de 2021.

| Canton                       | Conseiller Sortant          | Parti | Parti | Conseiller élu         | Parti | Parti |
| ---------------------------- | --------------------------- | ----- | ----- | ---------------------- | ----- | ----- |
| L'Aigle                      | Charlène Renard             |       | LR    | Véronique Louwagie     |       | LR    |
| L'Aigle                      | Philippe Van-Hoorne         |       | DVD   | Philippe Van-Hoorne    |       | DVD   |
| Alençon-1                    | Vanessa Bournel             |       | PS    | Vanessa Bournel        |       | PS    |
| Alençon-1                    | Jean-Claude Pavis           |       | PS    | Joaquim Pueyo          |       | PS    |
| Alençon-2                    | Patrick Lindet              |       | UDI   | Gérard Lurçon          |       | DVG   |
| Alençon-2                    | Christine Roimier           |       | UDI   | Fabienne Mauger        |       | PS    |
| Argentan-1                   | Brigitte Gasseau            |       | DVG   | Brigitte Gasseau       |       | DVG   |
| Argentan-1                   | Frédéric Léveillé           |       | PS    | Frédéric Léveillé      |       | PS    |
| Argentan-2                   | Florence Écobichon          |       | PS    | Cendrine Foucher-Chazé |       | DVC   |
| Argentan-2                   | Philippe Jidouard           |       | PS    | Frédéric Godet         |       | DVC   |
| Athis-Val de Rouvre          | Marie-Françoise Frouel      |       | DVD   | Marie-Françoise Frouel |       | DVD   |
| Athis-Val de Rouvre          | Philippe Senaux             |       | LR    | Alain Lange            |       | LR    |
| Bagnoles de l'Orne Normandie | Jean-Pierre Blouet          |       | UDI   | Olivier Petitjean      |       | DVD   |
| Bagnoles de l'Orne Normandie | Marie-Thérèse de Vallambras |       | LR    | Sylvie Serais          |       | DVD   |
| Bretoncelles                 | Jean-Michel Bouvier         |       | LR    | Christelle Radenac     |       | DVD   |
| Bretoncelles                 | Séverine Yvard              |       | DVD   | Patrick Rodhain        |       | DVD   |
| Ceton                        | Anick Bruneau               |       | LR    | Anick Bruneau          |       | LR    |
| Ceton                        | Vincent Segouin             |       | LR    | Vincent Segouin        |       | LR    |
| Damigny                      | Sophie Douvry               |       | LR    | Sophie Douvry          |       | LR    |
| Damigny                      | Alain Lambert               |       | UDI   | Michel Génois          |       | UDI   |
| Domfront en Poiraie          | Catherine Meunier           |       | LR    | Catherine Meunier      |       | LR    |
| Domfront en Poiraie          | Jérôme Nury                 |       | LR    | Jérôme Nury            |       | LR    |
| Écouves                      | Christophe de Balorre       |       | LR    | Christophe de Balorre  |       | LR    |
| Écouves                      | Béatrice Métayer            |       | DVD   | Béatrice Métayer       |       | DVD   |
| La Ferté Macé                | José Collado                |       | PS    | José Collado           |       | PS    |
| La Ferté Macé                | Brigitte Viarmé             |       | DVG   | Brigitte Viarmé-Dufour |       | DVG   |
| Flers-1                      | Béatrice Guyot              |       | PS    | Béatrice Guyot         |       | PS    |
| Flers-1                      | Lori Helloco                |       | PS    | Lori Helloco           |       | PS    |
| Flers-2                      | Irène Cojean                |       | PS    | Stéphane Terrier       |       | DVD   |
| Flers-2                      | Gérard Colin                |       | PS    | Sylvie Thieulent       |       | DVD   |
| Magny-le-Désert              | Thierry Clérembaux          |       | DVD   | Valérie Alain          |       | DVD   |
| Magny-le-Désert              | Maryse Oliveira             |       | DVD   | Thierry Clérembaux     |       | DVD   |
| Mortagne-au-Perche           | Marie-Christine Besnard     |       | DVD   | Xavier Goutte          |       | LR    |
| Mortagne-au-Perche           | Jean Lamy                   |       | DVD   | Virginie Valtier       |       | DVD   |
| Rai                          | Élisabeth Josset            |       | LR    | Élisabeth Josset       |       | LR    |
| Rai                          | Laurent Marting             |       | LR    | Laurent Marting        |       | LR    |
| Sées                         | Jocelyne Benoit             |       | DVG   | Jocelyne Benoit        |       | DVG   |
| Sées                         | Claude Duval                |       | PS    | Claude Duval           |       | PS    |
| Tourouvre au Perche          | Paule Klymko                |       | DVD   | Jean-Vincent du Lac    |       | DVD   |
| Tourouvre au Perche          | Guy Monhée                  |       | DVD   | Paule Klymko           |       | DVD   |
| Vimoutiers                   | Jean-Pierre Féret           |       | DVD   | Jean-Pierre Féret      |       | DVD   |
| Vimoutiers                   | Agnès Laigre                |       | DVD   | Agnès Laigre           |       | DVD   |

### Conseillers régionaux
Présidence : Hervé Morin (Eure)
|            | Parti | Siège |
| ---------- | ----- | ----- |
| Majorité   |       |       |
|            | LR    | 3     |
|            | DVD   | 3     |
| Opposition |       |       |
|            | RN    | 1     |
|            | PS    | 1     |

### Maires

Carte des 385 communes de l'Orne au 1er janvier 2022.

| Commune       | Maire               |  | Parti | Élection | Population |
| ------------- | ------------------- |  | ----- | -------- | ---------- |
| L'Aigle       | Philippe Van-Hoorne |  | DVD   | 2017     | 7 771      |
| Alençon       | Joaquim Pueyo       |  | PS    | 2020     | 25 667     |
| Argentan      | Frédéric Léveillé   |  | PS    | 2019     | 13 494     |
| La Ferté Macé | Michel Leroyer      |  | DVD   | 2020     | 5 095      |
| Flers         | Yves Goasdoué       |  | Conv. | 2001     | 14 308     |